# 偶像に生贄を捧げるソロモン

『偶像に生贄を捧げるソロモン』（ぐうぞうにいけにえをささげるソロモン、仏: Solomon sacrifiant aux idoles、英: Solomon Making a Sacrifice to the Idols）は、17世紀フランスの画家セバスチャン・ブルドンが1646-1647年にキャンバス上に油彩で制作した絵画である。1681年にルイ・フェリポーがパリに所有していたラ・ヴリリエール館 (現在のトゥールーズ館) にあった作品で、ダイニングルームの暖炉の上に掛けられていた。1737年にはパンティエーヴル公ルイ・ジャン・マリー・ド・ブルボンに継承されたが、フランス革命中の1793年に接収され、現在、パリのルーヴル美術館に所蔵されている。

## 作品
フランスの王立絵画彫刻アカデミーの12人の創設者の1人にもなっているブルドンは、ローマで模倣家としての才能で知られるようになった。彼は、バンボッチャンティと呼ばれたローマ在住の北方の画家たちのような風俗画を描く一方で、やはりローマに居住してたニコラ・プッサンにも影響を受け、宗教画や歴史画も描いた。ブルドンは生涯を通じて様々に様式を変化させたので、その作品を年代別に分類することは難しい。本作は、プッサンの作品に準拠した古典的な美しい構図を持っているため、画家の成熟期である1645-1650年頃の制作と思われる。
この絵画の主題は『旧約聖書』中の「列王記」 (1-11章) から採られており、イスラエルの全盛期を築いたソロモン王の物語を表している。老いたソのロモンには700人の妻と300人の妾のような女性たちがいた。そして「妻たちは彼の心を別の神々の方に向けていた。彼の心には永遠者、つまり彼の神のもとには完全にはなかった…。そしてソロモンは永遠者の目に悪いと思われることを行った…。ソロモンはエルサレムの正面にある山の上に…すべての異国の妻たちのために神聖な場所を設け、彼女たちは香りと生贄をそれぞれの神に捧げた」。
画面下部中央の、煙が上がる三脚容器の前に跪いているのがソロモンである。彼は左側上部にある異教の女神の偶像を見上げている。この女神はバアルの神の妻アスタルト、あるいはヴィーナスで、ソロモンは自ら偶像に生贄を捧げている。彼は忙しそうにしている女性たちに囲まれているが、白い衣服を身に着け、花の冠を被っている中央の女性は祭司、あるいは王妃である。彼女は偶像を指さしており、災いをもたらす張本人であることが示されている。
この絵画は、中央右寄りの柱から左寄りの木まで掛けられた布により斜めに構成されている。人物像のしなやかさ、穏やかな色彩、画面を満たす光などにブルドンの情緒的な作風が現れている。